# Vostótxnoie (Okhà)
|  | Per a altres significats, vegeu «Vostótxnoie». |

Vostótxnoie (en rus: Восточное) és un poble de l'óblast de Sakhalín, a l'Extrem Orient de Rússia, que el 2013 tenia 320 habitants. Pertany al districte d'Okhà.